# Phyllachora amaniensis
Phyllachora amaniensis är en svampart som beskrevs av Henn. 1905. Phyllachora amaniensis ingår i släktet Phyllachora och familjen Phyllachoraceae.   Inga underarter finns listade i Catalogue of Life.